# Agapetus hieianus
Agapetus hieianus är en nattsländeart som först beskrevs av Tsuda 1942.  Agapetus hieianus ingår i släktet Agapetus och familjen stenhusnattsländor. Inga underarter finns listade i Catalogue of Life.